# Nzakambay
Das Nzakambay, auch Nzakambay-Mbum, ist eine Mbum-Sprache des südlichen Tschad und des nördlichen Kamerun. 
Es wird vom Volk der Nzakambay als Muttersprache gesprochen und hatte im Jahre 2000 noch 32.000 Sprecher.